# Theodor Popp
Theodor Wilhelm Otto Popp (* 21. August 1907 in Darmstadt; † 8. Juni 1991 in Berlin) war ein deutscher Hörspielregisseur und Schauspieler.

## Leben
Der Sohn eines promovierten Chemikers erhielt privaten Schauspielunterricht bei Georg Kiesau am Schauspielhaus Dresden, wo er auch sein erstes Bühnenengagement innehatte. Es folgten Stationen am Stadttheater Zwickau und am Deutschen Theater in Hannover. Ab 1929 war Popp in Berlin tätig, wo er sich 1931 der Truppe 1931 anschloss, die vorwiegend aus Bewohnern der Künstlerkolonie Berlin-Wilmersdorf bestand und 1933 von den Nationalsozialisten verboten wurde.
In der zweiten Hälfte der 1930er-Jahre trat Popp als Kleindarsteller in einigen Filmproduktionen in Erscheinung. 1938 begann er eine Ausbildung zum Schnittmeister bei der UFA und war als solcher an Der Blaufuchs, Frau am Steuer, Der Stammbaum des Dr. Pistorius sowie Liebesschule beteiligt. Später wirkte er vor allem als Hörspielregisseur beim Rundfunk der DDR.
Theodor Popp heiratete 1935 die Stenotypistin Helga Cludius. Seit 1984 verwitwet, starb er 1991 in Berlin-Pankow.

## Filmografie (Auswahl)
- 1936: Waldwinter
- 1936: Auf eigene Faust
- 1937: Die gelbe Flagge
- 1937: Der Mann, der Sherlock Holmes war

## Hörspiele
- 1956: Jan Rheinsperger: Die letzte Nacht (Hörspiel – Rundfunk der DDR)
- 1957: A. G. Petermann: Die Hunde bellen nicht mehr (Kriminalhörspiel – Rundfunk der DDR)
- 1958: Anna und Friedrich Schlotterbeck: S.M.S. Prinzregent Luitpold (Hörspiel – Rundfunk der DDR)
- 1958: Brüder Grimm: Frau Holle (Kinderhörspiel – Eterna, ab 1964 bei Litera)
- 1958: Brüder Grimm: König Drosselbart (Kinderhörspiel – Eterna, ab 1964 bei Litera)
- 1959: Rolf Schneider: Zimmer 112 (Hörspiel – Rundfunk der DDR)
- 1959: Vasco Pratolini/Giandomenico Giagni: Ein Sonntag wie jeder andere (Hörspiel – Rundfunk der DDR)
- 1959: Kasper Germann: Ferien mit Ebbo (Hörspiel – Rundfunk der DDR)
- 1959: Samuil J. Marschak: Das Katzenhaus (Kinderhörspiel – Eterna, ab 1965 bei Litera)
- 1959: Brüder Grimm: Die Bremer Stadtmusikanten (Kinderhörspiel – Eterna, ab 1963 bei Litera)
- 1960: Anna und Friedrich Schlotterbeck: An der Fernverkehrsstraße 106 (Hörspiel – Rundfunk der DDR)
- 1960: György Sós:  Wahre Legende
- 1960: Brigitte Reimann und Siegfried Pitschmann: Ein Mann steht vor der Tür (Hörspiel – Rundfunk der DDR)
- 1960: Brigitte Reimann/Siegfried Pitschmann: Sieben Scheffel Salz (Hörspiel – Rundfunk der DDR)
- 1961: Bernhard Seeger: Unterm Wind der Jahre (Hörspiel (3 Teile) – Rundfunk der DDR)
- 1962: Brüder Grimm: Das tapfere Schneiderlein (Kinderhörspiel – Eterna, ab 1963 bei Litera)
- 1963: Bernhard Seeger: Rauhreif (Hörspiel – Rundfunk der DDR)
- 1964: Hans Christian Andersen: Das Feuerzeug (Kinderhörspiel – Litera)
- 1964: Fred Rodrian: Das Wolkenschaf (Kinderhörspiel – Litera)
- 1965: Robert Louis Stevenson: Die Schatzinsel (Kinderhörspiel – Litera)
- 1965: Jiří Ciřkl/Jindřich Polák: Ferdinands Zauberhäuschen (Kinderhörspiel – Litera)
- 1966: Mark Twain: Die Abenteuer des Huckleberry Finn (Kinderhörspiel – Litera)
- 1966: Bernhard Seeger: Hannes Trostberg (Hörspiel (3 Teile) – Rundfunk der DDR)
- 1966: Günther Feustel: Das Märchen vom springenden, singenden Brunnen (Kinderhörspiel – Litera)
- 1966: Brüder Grimm: Hans im Glück (Kinderhörspiel – Litera)
- 1966: Brüder Grimm u. a.: Der goldene Walnußbaum (Kinderhörspiel – Litera)
- 1969: Rolf Schneider: Krankenbesuch (Hörspiel – Rundfunk der DDR)
- 1970: Dieter Müller: Die Richter des Friedrich Ludwig Jahn (Kinderhörspiel – Rundfunk der DDR)
- 1970: Will Lipatow: Viktoria und die Fischer (Hörspiel – Rundfunk der DDR)
- 1972: Wilhelm Hauff: Mutabor (Kinderhörspiel – Rundfunk der DDR)
- 1972: Rolf Schneider: Einzug ins Schloss (Hörspiel – Rundfunk der DDR)
- 1972: Uwe Kant: Die Nacht mit Mehlhose (Hörspiel – Rundfunk der DDR)
- 1972: Rolf Wohlgemuth: ... und dann hinaus ins Leben (Hörspiel – Rundfunk der DDR)

## Auszeichnungen
- 1972: Vaterländischer Verdienstorden der DDR in Silber[4]